# Rottal-Inn
Rottal-Inn é um distrito da Alemanha, na região administrativa de Niederbayern, estado de Baviera. Com uma área de 1280,00 km² e com uma população de 119.762 habitantes (2004).

## Cidades e Municípios
| cidades | Amt                                                       | municípios |
| --- | --------------------------------------------------------- | --- |
| 1. Eggenfelden 2. Pfarrkirchen 3. Simbach am Inn Cidades mercado 1. Arnstorf 2. Bad Birnbach 3. Gangkofen 4. Massing 5. Tann 6. Triftern 7. Wurmannsquick | 1. Bad Birnbach 2. Ering 3. Falkenberg 4. Massing 5. Tann | 1. Bayerbach 2. Dietersburg 3. Egglham 4. Ering 5. Falkenberg 6. Geratskirchen 7. Hebertsfelden 8. Johanniskirchen 9. Julbach 10. Kirchdorf am Inn 11. Malgersdorf 12. Mitterskirchen 13. Postmünster 14. Reut 15. Rimbach 16. Roßbach 17. Schönau 18. Stubenberg 19. Unterdietfurt 20. Wittibreut 21. Zeilarn |